# 海賊盤
海賊盤（かいぞくばん）は、著作権者に無断で販売される海賊版商品のうち、レコード、CD等の音楽商品を指す日本語の呼称。レコード盤のイメージから来る日本の音楽業界固有の表現である。
ブートレグ、ブートレッグ、ブート、ブート盤（版）、盗賊盤（版）、パイレーツ・エディション (pirated edition) とも呼ばれる。
海賊盤として流通したのち、のちに著作権者の許可のもとで正規品としてあらためて発売されたケースもある（後述）。
ある権利者を装った物真似・模倣の演奏・歌唱を収めた偽物商品は「コピーキャット (copycat)」と呼ばれ区別される。

## 法的取締り現状について
多くの国や地域では、海賊盤の流通は違法であり処罰の対象になる。日本では、これらの不法的なレコードやCDの「製作や販売」に対して、法的には取り締まることが可能ではあるが、国内アーティストの新作の編集盤を販売した以外（特に洋楽では）取り締まられ、処罰されたという例がほとんど無かった。
しかし、1990年代に西新宿にあった海賊盤取り扱い店が取り締まられた例があった。事の真偽は別としてその前後を通じても、日本で海賊盤の大手販売店が取り締まられた例はほとんど無いが、前例が生じたことにより法的にはいつでも取り締まり可能とも言える。
※当時の日本で地下鉄での薬品を散布したカルト団体の資金源として海賊盤業者が疑われたことから。またこの事例の以前から西新宿のお店が宗教の信者で、宗教に夢中になりお店を潰したなどの噂もあった。また、海賊盤のCDのプレス場所を特定したら教団のある場所で製造されていたなどの噂まで出た（実際にはカルト教団との繋がりは発見されず）。
なお、カウンターフィット盤に関しては、著作権法違反に加え、商標法・不正競争防止法にも違反することとなり、その分罪も重くなる。
諸外国では厳しい国も多く、知的財産権保護に積極的なアメリカ合衆国では、海賊盤（海賊版）を店頭に置くだけで処罰の対象となる。2000年代前半に、ビートルズの音源テープを大量に持ち出した、ビートルズの海賊盤専門業者（海賊盤の製作業者）が現行犯逮捕され、実質上関連レーベルも含めて消滅した。
なお、2010年時点での著作権法他諸法では、購入する側は違法ではないが、民事上の請求を回避しているわけではなく、損害賠償命令ないし破棄命令が出されることがある。輸入の際に、税関で発見された場合、関税法第69条の11第2項により、没収・破棄となることがある。

## 歴史背景等
最も初期の海賊盤は、個人レベルでクラシック音楽などのコンサートを秘密裏に録音し、個人的に所有していたものを仲間内に配布したりしていたことが起源とされる。海賊盤をポピュラーなものにした最初の事例は、1969年の夏、アメリカ・カリフォルニア州のレコード店に現れたボブ・ディランの未発表曲集のレコードだと言われている。それはジャケットもレーベルも真っ白だったことから、"The Great White Wonder"と呼ばれた。初回プレスの8,000枚は完売し、さらに40,000枚のコピーが出回ったと言われる。
その2ヵ月後、ローリング・ストーンズのコンサートを収録した"Liver Than You'll Ever Be"がリリースされた。これは1969年のオークランド・コロシアムでのコンサートを収録したもので、真っ白なジャケットにゴム印でタイトルがスタンプされていた。この海賊盤が正規盤『ゲット・ヤー・ヤ・ヤズ・アウト』のリリースを促すこととなった。
これと前後してリリースされたビートルズの未発表アルバム『GET BACK』を収録した"KUM BACK"は爆発的なセールスを示し、ヒットチャートにランクインするのではとの憶測を呼ぶほど売れたらしい。
以降、海賊盤は広く一般的に知られるようになり、ロック・アーティスト、中でも三大アーティストとして知られているローリング・ストーンズ、ボブ・ディラン、ビートルズの海賊盤を中心に、隆盛を極めていった。
2000年以降には景気後退とともに一時は観光名所とまでされていた西新宿、大阪など実店舗は1990年代から比べ減っている。しかし昨今のインバウンド効果も含め、80年代以降のバンド、特にHR/HMなどのバンド、グランジ、音楽通のミュージシャンが西新宿やお茶の水などのショップに出没することもあり、アンダーグラウンドやサブカル的な層を中心としそれなりに存在している。
また、ネット販売に移る店舗や店舗を持たないWEBサイトもある。近年ではグレーゾーン的なライブ音源の輸入盤が大手チェーン店の外資のネット通販やモールなどでも散見できる。これらは西新宿とは別のルートで海外仕様のためパッケージなども全て英語である場合が多い。アーティスト登録をするとメールで案内があり、所属レコード会社ではないレーベルからリリースされたものとわかる。音源マニアからはこうしたグレーゾーン的な海賊盤は評価はなく、なんでも集めるファンやコレクター向けと見られている。

## 製品の種類
BOØWYは、ライブやデモ音源が数多く出回っている。X JAPANは、高校生の頃のライブも含め、コンスタントに海賊盤が出回り、LOUDNESSの海外ツアーの音源を収めた物が出回った他、JASRAC登録された海賊盤（X JAPANのIndies of X Rose & Blood）が無許可で登場した稀な例と言える。
単独のアルバムに関係した海賊盤では、ビーチ・ボーイズの未発売アルバム『スマイル』のものが多い。かつてマニアの垂涎の的だったものとしては、
- ジェフ・ベックが在籍したベック・ボガート・アンド・アピス(BBA)のセカンド・アルバムの音源集。1曲のみ正式発売。
- エリック・クラプトンが在籍したデレク・アンド・ザ・ドミノスのセカンド・アルバムの収録曲。現在までに5曲が正式発売され、残りはほとんど無いとされている。
- ボストンのサード・アルバム『サード・ステージ』が発表される前に、本来のサード・アルバムとして発表される予定だった音源集。
- プリンスが1987年の正式リリース直前に発売中止した『ブラック・アルバム』[2]。
- ビートルズの『GET BACK SESSIONS』、ジョン・レノンの『THE LOST LENNON TAPES』は常に定番とされる音源でもあった。
- ローリング・ストーンズの様々な時期の未発表曲集など。

などが挙げられる。

### 媒体の変化
アナログレコードの時代は、アメリカ合衆国でのプレスが主流であったが、CD時代になると、取締りの緩さから、日本製の海賊CDがコレクターの注目を集めている。建前上は、ヨーロッパ製などとして販売しているが、主に、東京都新宿区西新宿七丁目（旧・柏木一丁目、旧・百人町一丁目）の、小滝橋通り界隈に多数存在するコレクターズCD店が製造、販売している。
海賊盤のCD化に際して、レコード時代には決して登場しなかった、高音質のライヴ音源や、スタジオでのリハーサル音源が登場した。そのことからも、ミュージシャン側のスタッフや、録音テープを保管しているスタジオ関係者内にも、海賊盤業者側から、内密に金銭を授受されるなどして、こういった不法音源製作に関与しているとしか思えない状態が予測されている。実際、レッド・ツェッペリンが、ドラマーのジョン・ボーナムの死後にリリースした未発表曲集アルバム『コーダ』の製作の段階で、ジミー・ペイジが「録音テープの確認をしたところ紛失したテープがあったが、期限の関係でその1曲を外さざるをえなくなった。その後、紛失したテープは元の位置に戻っていて、その曲はその10年以上後にリリースした『ボックスセット 2』に収録されることとなった」とインタビューで述べていて、明らかに内部の関係者や、スタッフ内に犯人がいることをほのめかしていた。
ファンが録音した新旧ライブ音源をBitTorrentなどで業者が入手して販売するケースも増えてきている。
パソコンの普及やソフトウェアの進化・低価格化に伴い、個人でもCDを製造する事が容易になり、CD-RやDVD-R（いわゆるR盤と呼ばれるもの）での販売も多くなってきており、プロとアマチュアの境界線はなくなりつつある。中には個人製作だったものをコピーして売りさばく業者も存在し、逆に業者が製作したものをコピーし、オークションなどで堂々と販売している者もいる。ただしR盤は耐久性の問題に加え、ノイズ混入や音飛びなど初期不良が見られるものも少なくなく、外見もチープに見えるため、明らかにコレクターズアイテムとしての魅力は乏しいといえる。それゆえにオフィシャルCDと同じように工場生産のプレス盤に拘るコレクターは多い。
また、メディアはアナログレコードからCDに変遷したようにDVDへとその主流は移行しつつあるほか、オンラインでのダウンロードによる海賊盤も増加している。

## 対策

### アーティスト個別の対策
こういった海賊盤の違法リリースに対抗するミュージシャンも現れた。以下はその一例。
| ミュージシャン                       | 対策 |
| ------------------------------------ | --- |
| ポール・マッカートニー               | ウイングスの1975年～1976年の音源がワンステージまるごと流出したため、販売価格が高くなるのを承知で3枚組レコード『ウイングス・オーヴァー・アメリカ』（1976年）を発売した。マッカートニーはその後も、ウイングスの1979年のイギリス・ツアー以外の大きなライヴ・ツアーのほとんどをライヴ・アルバムとしてCD発売してきた。                            |
| グレイトフル・デッド                 | 観客のライヴ音源の無償テープ交換を認め、会場の中には録音のためのスペースも確保されているという。その代わり、音源の個人的売買は一切認めていない。 |
| フランク・ザッパ                     | 巷に出回る海賊盤の幾つかを選んで内容と装丁を再現して、ライノ・エンタテインメントから「ビート・ザ・ブーツ!」と銘打ったボックス・セットとして発売した。Beat the Boots!（1991年）が8枚組CD、Beat the Boots! II（1992年）が7枚組CD。1993年に彼が病没した後は、遺族によって未発表のライヴ音源の正規発売事業が2023年現在に至るまで続けられている。 |
| キング・クリムゾン                   | ロバート・フリップが主宰するディシプリン・グローバル・モービルの『キング・クリムゾン・コレクターズ・クラブ』（The King Crimson Collectors' Club）が、海賊盤として出回っている多くのライヴ音源を正規盤として販売している。 |
| ドアーズ                             | WEBでの通販専門で未発表ライブ盤を販売。 |
| ジミ・ヘンドリックス                 | WEBでの通販専門で未発表ライブ盤を販売。 |
| エマーソン・レイク・アンド・パーマー | デビュー以来コンサートで披露してきた組曲「展覧会の絵」のライブ音源を含む2枚組海賊盤アルバムを回収し、彼等が1971年の国内ツアーでのニューカッスル・アポン・タイン公演で録音した「展覧会の絵」のライブ音源を同年11月にサード・アルバムとして発表した。                                                                                          |
| パール・ジャム                       | 当初は海賊盤に対して強い姿勢を見せていた。1990年代後半に海賊盤対策として公式ブートレッグを発売。その後はWEBで展開している。 |

### 放送用音源
かつて英国放送協会（BBC）で放送された音源が正式盤CDとしてリリースされている(例:ビートルズ、ヤードバーズ、ジミ・ヘンドリックス、レッド・ツェッペリン等)。また、MTVのアンプラグド・ライヴやアメリカのラジオ番組であるキング・ビスケット・フラワー・アワー（King Biscuit Flower Hour）が放送したライブ(例:カンサス、エマーソン・レイク・アンド・パーマー)などのライブ・ステージが正式盤CDとしてリリースされている。

### 公式海賊盤
「公式海賊盤(OFFICIAL BOOTLEG)」などといった名称でリリースされた音源。音質や企画、曲目に対して正式リリースに問題がある場合でも「海賊盤対策の為に製作/販売」といったニュアンスでミュージシャン側から改めてリリースされている。
| ミュージシャン       | 事例 |
| -------------------- | --- |
| ビートルズ           | かつては未発表曲集やリハーサルなども注目されていたが、『ザ・ビートルズ・アンソロジー』シリーズや2017年以降のオリジナル・アルバムの記念エディション（未発表テイクを収録したディスクが付属）がリリースされたことに加え、元メンバーも参加して確保と取締りが強化されたために、ライヴ音源以外はひとまず解決された。 |
| ボブ・ディラン       | 海賊盤として有名だった『ロイヤル・アルバート・ホール』や『ハロウィーン・コンサート』などを完全な形で公式リリースするなど、1991年より未発表曲・未発表ライブ音源をまとめた『ブートレッグ・シリーズ』を発表。2019年現在、第15集までリリースされ、今後も継続予定。                                                 |
| レッド・ツェッペリン | 一通り未発表曲で使えそうなものはリリース済み。加えてジミー・ペイジが管理を強化したため、現在は小康状態。 |
| キング・クリムゾン   | ロバート・フリップが新旧ライヴ音源を順次リリースすることによって対策を講じている。 |
| ディープ・パープル   | 各段階でのライヴ音源を順次リリース。 |
| ジミ・ヘンドリックス | 元バンドのメンバーも含めて音源管理に参加。必要音源を順次リリース。 |

## ミュージシャン本人による海賊盤入手

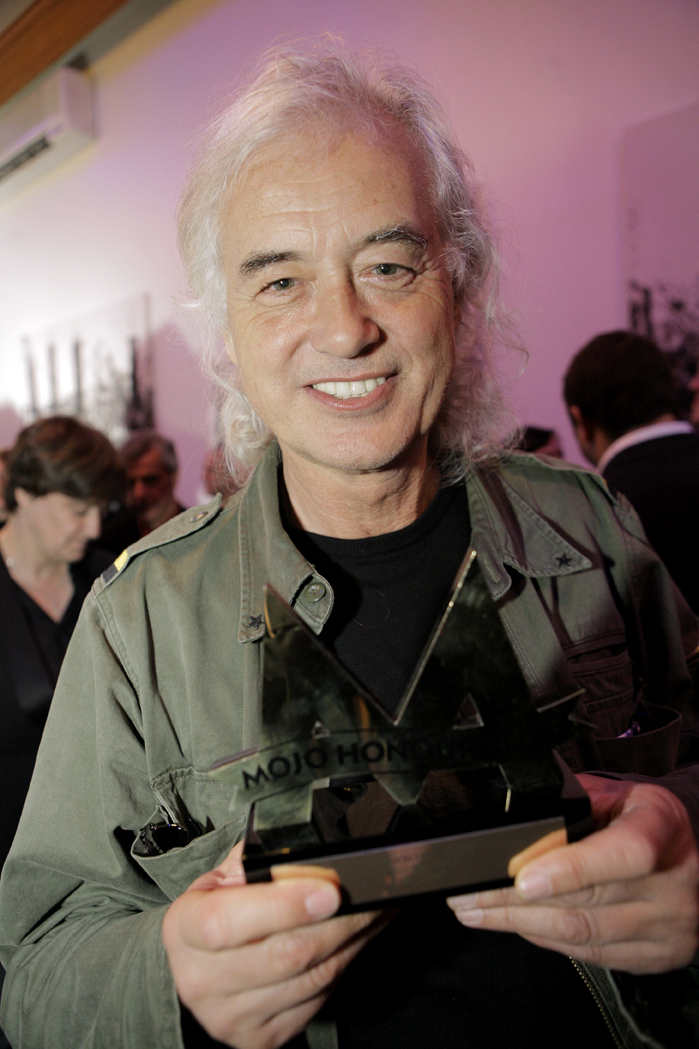
ジミー・ペイジ

ミュージシャンの中にも、海賊CDマニアは多数おり、レッド・ツェッペリンのジミー・ペイジやキング・クリムゾンのロバート・フリップなどは、来日の度に、西新宿等の海賊CD店を訪れている。店側は、彼等の大ファンであると同時に、違法行為をしているという後ろめたさがあるせいか、海賊CDやビデオを無料でプレゼントしている。
ミュージシャンが海賊CD店に行く目的は、平たく言えば「海賊盤潰し」である。海賊盤をなくすためだけでなく、出回っている未発表音源や、ライヴ音源の内容を知って市場調査を行なうためと考えられる。海賊盤は、商業的観点からすれば、生産者が消費者の欲している商品を生産しない、という需要と供給の不適合がもたらした、「妥協の産物」である。そこで、自分の海賊盤を漁って流出音源を探し出すとともに、需要を見極めて未発表音源・ライヴ音源の公式製品化を企図する、という対策が生まれるのである。
ペイジは、大型の旅行鞄を携えて西新宿の海賊CD店を訪れ、自分の関わったバンドの海賊CDを全て鞄に詰め込んで帰って行くので、彼が去った後には、商品がなくなり棚だけが残されている、という話がある。彼はまた、ヤードバーズに加入する前からの親友である、ジェフ・ベックが所属していた、ベック・ボガート・アンド・アピスの、幻のセカンド・アルバム用の音源を、海賊CD店で半ば強引に入手した。ついでに、ボブ・マーリーの海賊CDも持ち去って行くとも言われている。
元ディープ・パープル、レインボーのギタリストであるリッチー・ブラックモアなどは、過去のライヴ音源が海賊盤にされることについては、必ずしも否定せず、自らも来日時などに購入しているのだが、スタジオなどの未発表音源に対しては、批判的な姿勢を崩さない。
元野球選手のランディ・ジョンソンは、レッド・ツェッペリンの海賊CDの収集家である。西新宿以外の店にも、わざわざ出向くほどのマニアっぷりであった。
デフレパードのジョー・エリオットは、2023年のモトリー・クルーとのダブルヘッダーとして来日した際、西新宿の海賊盤CDショップに足を運び、その様子を公式サイトで公開している。本人曰く、「アミューズメント」として楽しく回っているとのこと。自分のバンドの映像を、店員に言ってその場でかけさせている。
また、ジョー・エリオットは、1980年代後半にデヴィッド・ボウイから、『All The Young Dudes』の日本のブートレグの複製を依頼されたというエピソードも披露している。
クイーンズ・オブ・ザ・ストーン・エイジは、2024年の来日公演時に、西新宿の海賊盤CDショップに行った事を、ラジオのインタビューで公言していた。

## 参照
1. ↑  “海賊版を買った人は何罪？”. Legalus.   リーガルフロンティア二十一 (2015年6月23日). 2022年2月13日閲覧。
2. ↑  1994年に正式発表。
3. ↑  1曲のみ公式にCD化された。